# 張作霖爆殺事件
張作霖爆殺事件（ちょうさくりんばくさつじけん）は、1928年（民国17年/昭和3年）6月4日、中華民国奉天省奉天市近郊で、日本の関東軍が奉天軍閥の指導者張作霖を爆殺した事件。
関東軍は国民革命軍の仕業に見せかけて満州に巨大な勢力を持つ軍閥の領袖であった張作霖を暗殺し、満州における日本の勢力拡大を図ったもので、それを機に一気に南満洲に進攻し占領しようとしていた計画もあったとされる。この事実は一般国民には事件後長らく秘匿され、戦後、東京裁判で元陸軍田中隆吉および社会党左派で衆議院議員だった森島守人による証言が出るまでは犯人は不明とされていた。
別名「奉天事件」。中国では事件現場の地名を採って「皇姑屯事件」（こうことんじけん）とも言う。第二次世界大戦終戦まで事件の犯人が公表されず、政界関係者の間では野党の立憲民政党がこの事件を「満洲某重大事件」（まんしゅうぼうじゅうだいじけん）として1929年に追及したことから、このようにも呼ばれていた。

## 背景

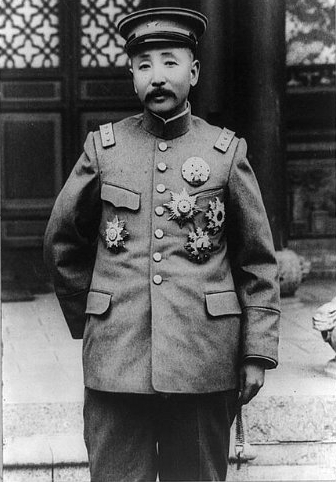
張作霖

馬賊出身の張作霖は日露戦争で協力したため日本の庇護を受け、日本の関東軍による支援の下で段芝貴を失脚させて満洲での実効支配を確立、有力な軍閥指導者になっていた。
張作霖は日本の満洲保全の意向に反して、中国本土への進出の野望を持ち、1918年（民国7年/大正7年）3月、段祺瑞内閣が再現した際には、長江奥地まで南征軍を進めた。1920年（民国9年/大正9年）8月、安直戦争の際には直隷派を支援して勝利するが間もなく直隷派と対立。1922年（民国11年/大正11年）、第一次奉直戦争を起こして敗北すると、張は東三省の中華民国からの独立を宣言し、日本との関係改善を声明した。鉄道建設、産業奨励、朝鮮人の安住、土地商租などの諸問題解決にも努力する姿勢を示したが、次の戦争に備えるための方便にすぎなかった。
第一次国共合作（1924年）当時の諸外国の支援方針は、主に次の通りであった。
- 奉天軍（張作霖） ← 日本
- 直隷派 ← 欧米
- 中国国民党 ← ソビエト連邦（実質は党内の共産党員への支持）

1924年（民国13年/大正13年）の第二次奉直戦争では、馮玉祥の寝返りで大勝し、翌年、張の勢力範囲は長江にまで及んだ。1925年（民国14年/大正14年）11月22日、最も信頼していた部下の郭松齢が叛旗を翻し、張は窮地に陥った。関東軍の支援で虎口を脱することができたが、約束した商租権の解決は果たされなかった。郭の叛乱は馮玉祥の教唆によるもので、馮の背後にはソ連がいたため、張作霖は呉佩孚と連合し「赤賊討伐令」を発して馮玉祥の西北国民軍を追い落とした。1927年（民国16年/昭和2年）4月には北京のソ連大使館を襲撃し、中華民国とソ連の国交は断絶した。
国民党の北伐で直隷派が壊滅（1926年）した後、張作霖は中国に権益を持つ欧米（イギリス、フランス、ドイツ、アメリカなど）の支援を得るため、日本から欧米寄りの姿勢に転換。権益を拡大したい欧米、特に大陸進出に出遅れていた米国が積極的に張作霖を支援した。
同時期、国民党内でも欧米による支援を狙っていたが、1927年4月独自に上海を解放した労働者の動向を憂慮した蔣介石が中国共産党員とそれに同調する一部の労働者を粛清し、国共合作が崩壊。北伐の継続は不可能となったが、この粛清以降、蔣介石は欧米勢力との連合に成功した。
1926年（民国15年/大正15年）12月、ライバル達が続々と倒れていったため、これを好機と見た張作霖は奉天派と呼ばれる配下の部隊を率いて北京に入城し大元帥への就任を宣言、「自らが中華民国の主権者となる」と発表した。
この当時の支援方針は次の通りである。
- 奉天軍（張作霖） ← 欧米・日本
- 国民党
- 中国共産党 ← ソ連

満洲における張作霖の威信は低下した。「今日のごとき軍閥の苛政にはとうてい堪えることはできない。……この不平は至るところに満ちており、この傾向は郭松齢事件以後、今日ではさらに濃厚になっている」と奉天東北大学教授らは述べている。奉天政府の財政は破綻の危機に瀕しており、1926年の歳出に占める軍事費の比率は97％で、収支は赤字であった。張政権は不換紙幣を濫発し、1917年には邦貨100円に対し奉天紙幣110元だったのが、1925年（大正14年）には490元、1927年（昭和2年）には4300元に暴落した。
1927年6月、森恪政務次官が主導し、田中義一首相（兼外相）の主催で内閣の対中国外交政策を決定するために東方会議が、外務省・陸軍省・海軍省の関係者、さらに陸軍からは参謀本部及び関東軍の幹部が出席し、開催された。このとき既に、関東軍は東三省に長官をおいて自治拡大を宣布すること、新協約を結び、日本人顧問を置くこと、張作霖にこれらを承認させ、応じないようであれば長官を日本側で選び、反対者は排除することを求めていた。この東方会議では、東三省における日本の特殊な地位・権益が侵害される虞があればどのような相手であれ機を逸せず適宜の措置をとることが決められた。
1928年（昭和3年）4月、蔣介石は欧米の支援を得て、再度の北伐をおこなう。 この当時の支援方針は次のような構図に変化していた。
- 奉天軍（張作霖）
- 国民党 ← 欧米
- 共産党 ← ソ連

当時の中華民国では民族意識が高揚し、反日暴動が多発した。
この頃の満州における日本の利権は満鉄沿線およびその付属地に限られ、その周囲の広大な地域が軍閥のような現地勢力によって統治されていることは日本の利権拡大のためには桎梏と受けとめられるようになってきた。この感覚は、特に現地関東軍将校・首脳らに強かったとされる。
4月19日、北伐に対し、日本は居留民保護のために第二次山東出兵を実施し、派遣軍司令官は命じられた青島を越えて済南にまで進み、いち早く同地に入り邦人居留地区に警戒線を張った。蒋介石は戦闘をしない旨を通告したものの、5月3日、両軍は部分的に衝突し済南事件が起こった。
1928年（昭和3年）、以下のような記事が新聞発表された。
```
電報 昭和3年6月1日
参謀長宛 「ソ」連邦大使館付武官
第47号

5月26日「チコリス」軍事新聞「クラスヌイオイン」は24日上海電として左の記事を掲載せり
張作霖は
楊宇霆
に次の条件に依り日本と密約締の結すべきを命ぜり

一．北京政府は日本に対し山東本島の99年の租借を許し
二．その代償として日本は張に五千万弗の借款を締結し
三．尚日本は満洲に於ける鉄道の施設権の占有を受く
```

一方、田中内閣は、なお北伐軍と戦おうとする張作霖に対し北伐軍と戦闘を交えて敗走した場合、それを追う北伐軍が満州に入ることを怖れ、満州帰還を勧め、もし敗走すれば満州復帰は認めないとして圧力をかけた。
1928年（民国17年/昭和3年）6月4日、満州帰還を決意した張作霖は、北京を脱出し、本拠地である奉天へ列車で移動する。この時、日本側の対応として意見が分かれたと見られる。
- 田中義一首相

陸軍少佐時代から張作霖を見知っており、「張作霖には利用価値があるので、東三省に戻して再起させる」という方針を打ち出す。
- 関東軍

軍閥を通した間接統治には限界があるとして、社会インフラを整備した上でより忠実な傀儡政権による間接統治（満洲国建国）ないし直接支配を画策していた。「張作霖の東三省復帰は満洲国建国の障害になる」として、排除方針を打ち出した。
関東軍首脳は、この様な中国情勢の混乱に乗じて軍を派遣し、両軍が満州に入ろうとすれば、表向きは平和確保・治安維持を名目に武力を背景に両派の軍に対しいずれも武装解除を迫り、応じなければ戦闘によって撃破、満洲全土をそのまま支配下に置く計画を立てた。また、その際、親分・子分的な関係によって成り立つ中国軍閥の特徴に乗じる形で、張作霖の奉天軍の組織的な抵抗を排除するため張作霖を暗殺するプランも複数のグループの中で生まれた。
日本は、満洲から混成第28旅団を山東に派遣し、代わりに朝鮮の混成第40旅団を満洲に派遣した。5月16日、もし南北両軍いずれにせよ満洲に進入した場合には武装解除を行うことを閣議決定し、17日、英米仏伊の四カ国の大使を招いて、この方針を伝達し、18日、この内容を張作霖と蔣介石に通告した。19日、鈴木荘六参謀総長は田中義一首相と協議して、首相が上奏し奉勅命令を伝宣する時期を21日と決定した。
5月18日、アメリカから「日本は満洲に対して何らかの積極的行動に出るのではないか、もしそうなら事前にアメリカにその内容を示してほしい」という要求があり、また19日には、アメリカのケロッグ国務長官が記者団に対し、「満洲は中華民国の領土である」とし、同国の領土保全を定めた九カ国条約を提示した。のちにケロッグ国務長官は、日本を非難したように曲解されたことは非常に遺憾である旨を松平恒雄駐米大使に述べた。斎藤恒関東軍参謀長の日記によると、24日、アメリカ公使が芳沢謙吉公使に、日本独力にて満洲の治安維持を為さんとするとせば重大なる結果を来す、と告げた。
5月20日から関係当局の会議が開かれ、25日にようやく既定方針で進むことが決定されたが、有田八郎アジア局長と阿部信行軍務局長が腰越の別荘にいた田中首相に決裁を求めると、田中首相は「まだええだろう」と答え、関東軍宛てに「錦州出動予定中止」が打電された。河本大作は「松平駐米大使からの報告に基づいて、田中首相がアメリカの輿論に気兼ねをし、既定の方針の敢行をためらった」と発言し、石原莞爾中佐は「出淵（松平の誤り）の電報一本で参謀本部が腰を抜かしたのだ」と語ったという。
村岡長太郎関東軍司令官は国民党軍の北伐による混乱の余波を防ぐためには、奉天軍の武装解除および張作霖の下野が必要と考え、関東軍を錦州まで派遣することを軍中央部に強く要請していたが、最終的に田中首相は出兵を認めないことを決定した。そこで村岡司令官は張作霖の暗殺を決意した。河本大作大佐は初め村岡司令官の発意に反対したが、のちに独自全責任をもって決行したともいう。
このとき、実際には、張作霖暗殺の混乱に乗じて関東軍は一気に東三省の制圧・占領に乗り出す予定であったとする説も強い。一方で、河本は武力発動による満州の占領やそれによる満蒙問題の解決を策する行動もそのための準備も行っていないとし、全般状況や軍事的妥当性等から判断して、関東軍による満州の武力占領行動は考えられない、とする見解もある。
河本大作を満洲に送り込んだのは一夕会の画策であったと土橋勇逸は証言している。

## 列車爆破

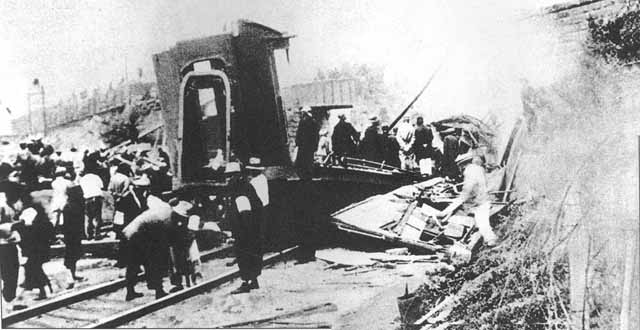
張作霖が乗車していた列車

1928年6月4日の早朝、蔣介石の率いる北伐軍との決戦を断念して満洲へ引き上げる途上にいた張作霖の乗る特別列車が、奉天（瀋陽）近郊、皇姑屯の京奉線と満鉄連長線の立体交差地点を10km/h程で通過中、上方を通る満鉄線陸橋の橋脚ないし橋桁に仕掛けられていた黄色火薬300kgが爆発した。列車は上からの爆風で押しつぶされるように大破炎上し、交差していた鉄橋も崩落した。
爆薬は1発目は不発、慌てて予備の2発目の爆薬のスイッチを押したところ、そちらが爆発したという。さらに、どちらも失敗の場合に備えて線路に脱線装置を仕掛け、脱線したところを抜刀隊で斬りこみ、張作霖を殺害する計画であったという。さらに、それにも失敗した場合には東宮らの独立野戦部隊が襲撃する手はずであったという話もある。
同乗していた日本軍将校の儀我誠也が事件直後に語ったところによると、列車は全部で20輌であり、張作霖の乗っていたのは8輌目であったが、爆破によりその前側車輌が大破し、先頭方の6輌は200メートル程走行して転覆し、列車の後半は火災を起こした。
8輌目では張作霖の隣に呉俊陞、その次に儀我誠也が座って会談していたが、呉が張と儀我に寒いからと勧めるので張は外套を着ようと立った瞬間に大爆音と同時にはね上げられ、爆発物が頭上から降って来た為、儀我は直ちに列車から飛び降り、張は鼻柱と他にも軽症を負い護衛の兵に助けられて降りた。（事件を現地官憲と合同調査にあたった林総領事から聞いた民政党代議士は、儀我は張作霖らと麻雀をしていたが少し前に着替えのためと言って隣の車両に移ったとの説明を受けている）。
近くに日本の国旗を立てている小屋があるので儀我は張にそこで休むことを勧めたが、この時には「何、大丈夫だ。」と答えていた。やがて奉天軍憲兵司令が馬で到着し、現場は憲兵に警護され、自動車が到着すると張は自動車でその場を離れ大師府に入った。
車両に乗車していた奉天軍警備と線路を守っていた奉天軍兵士は、爆発の直後四方八方にやたらと発砲し始めたが、同乗していた日本人将校の指示によって落ち着き、射撃を中止した。
張作霖は大師府に着いて間もなく死亡し、同乗していた呉俊陞は即死、他にも警備・側近ら17名が死亡した。同列車には張作霖の元に日本から派遣された軍事顧問の儀我誠也少佐も同乗していたが、かすり傷程度で難を逃れた。事件直後に張作霖配下の荒木五郎奉天警備司令に激怒した話が伝わっている。張作霖の私的軍事顧問で予備役大佐の町野武馬は張作霖に要請されて同道したが、天津で下車しており、山東省督軍の張宗昌将軍も天津で下車していた。また、常蔭槐は先行列車に乗り換えていた。

## 爆破計画
関東軍司令部では、国民党の犯行に見せ掛けて張作霖を暗殺する計画を、関東軍司令官村岡長太郎中将が発案、河本大作大佐が全責任を負って決行する。河本からの指示に基づき、6月4日早朝、爆薬の準備は、現場の守備担当であった独立守備隊第四中隊長の東宮鉄男大尉、同第二大隊付の神田泰之助中尉、朝鮮軍から関東軍に派遣されていた桐原貞寿工兵中尉らが協力して行った。
現場指揮は、現場付近の鉄道警備を担当する独立守備隊の東宮鉄男大尉がとった。2人は張作霖が乗っていると思われる第二列車中央の貴賓車を狙って、独立守備隊の監視所から爆薬に点火した。そのため、爆風で上から鉄橋（満鉄所有）が崩落する形で客車が押しつぶされた上に炎上したものである。上側の満鉄の鉄橋は完全に吹き飛び、橋柱それに地面には残骸と周囲の京奉線の線路が残った状態であった。
なお張作霖が乗車していた貴賓車は、かつて清朝末期に権勢を振るっていた西太后がお召し列車用として使用していたものであった。
河本らは、予め買収しておいた中国人アヘン中毒患者3名を現場近くに連れ出して銃剣で刺突、死体を放置し「犯行は蔣介石軍の便衣隊（ゲリラ）によるものである」と発表、この事件が国民党の工作隊によるものであるとの偽装工作を行っていた。ところが3名のうち1名は死んだふりをして現場から逃亡し、張学良のもとに駆け込んで事情を話したため真相が中国側に伝わった。一方、中国の戦犯収容所まで河本大作と行動を共にした平野零児が戦後出版した河本の伝記「満州の陰謀者」（1959年）によれば、奉天のアヘン中毒患者2人に日本軍の密偵になるよう持ち掛け、支度金50円を渡して3日夜半、現場の鉄道監視所まで秘密命令を受領に来させて射殺、「南方便衣隊」と認定できる紙片を懐にねじ込んだという。
なお、張作霖の側近として同列車に同乗して事件で負傷した張景恵は後に満洲国国務総理大臣に就任している。

### 爆破事件の直接首謀者
- 関東軍参謀 河本大作大佐（計画立案）
- 奉天独立守備隊 東宮鉄男大尉（直接担当）
- 朝鮮軍龍山の亀山工兵隊 桐原貞寿工兵中尉（爆弾設置工事等）[24]

### 事後調査

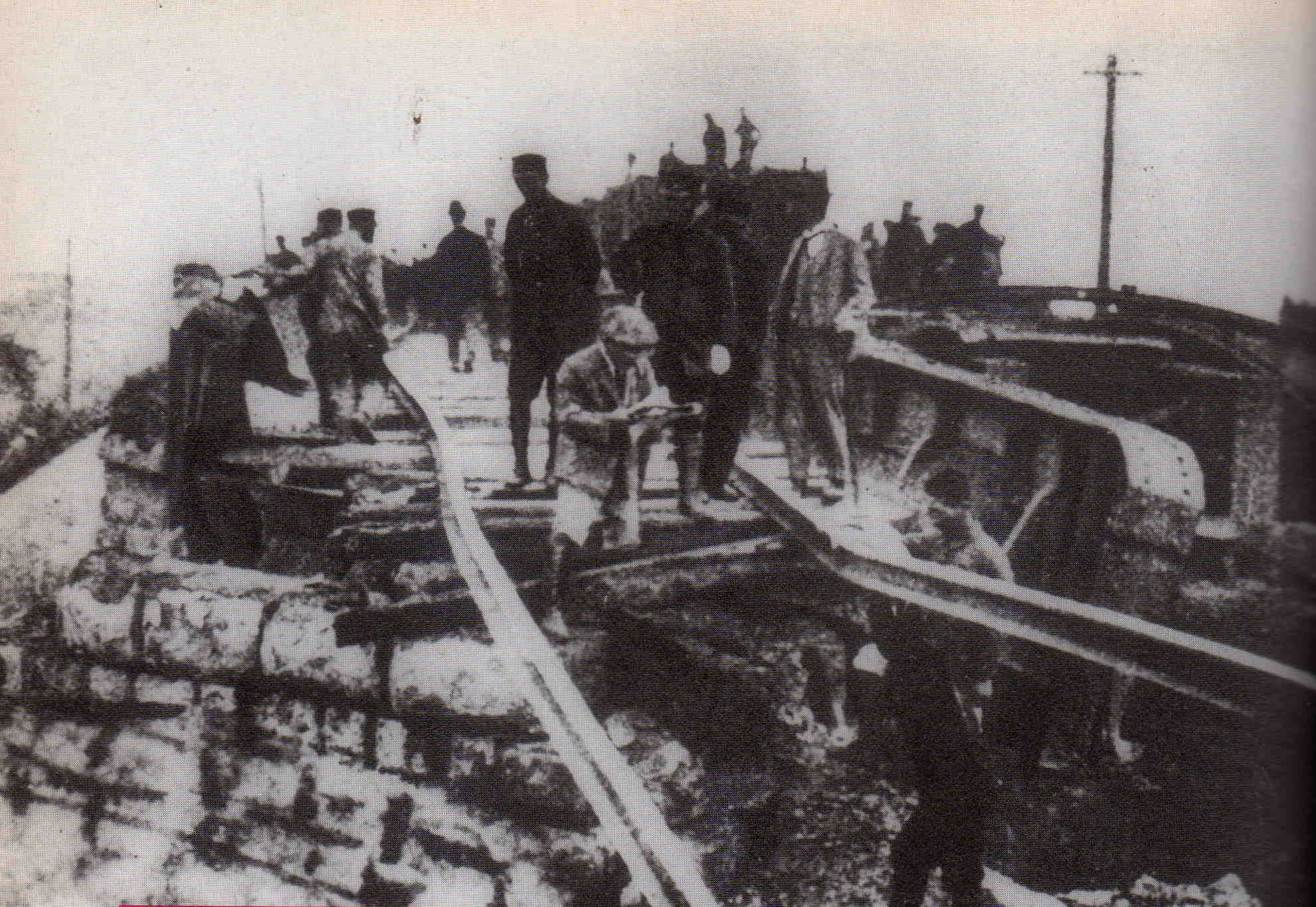
爆破箇所における現場検証（交差していた鉄橋は崩落している）

林久治郎奉天総領事は6月4日の事件発生直後、内田五郎領事に対し、現場へ急行し奉天警察側との合同調査班を結成するよう命じた。内田は八ヶ代副領事らとともに、奉天交渉署関第一科長、安第三科長らとの合同現場検証チームを編成した。日本と奉天軍閥の共同調査が行われ、爆発後に集めた破片から爆弾はロシア製と判断された。事件当初から「日本軍の仕業」とする説が流布した。国民党の便衣兵による犯行であるとされたこと、また現場は張作霖の通過ということで奉天軍側は前日に警備の交替を日本側に申し出て奉天軍閥兵士50名で張が利用する京奉線側を守り、日本軍は満鉄側を警備していたため無関係との理解が得られ、日本に対する疑念は薄らいだといった報道も発信されている。
奉天軍閥側は事件の発生した場所が本来日本側の管理区域であることから日本側の責任を主張したが、日本側は奉天軍閥側が自ら求めて張作霖の到着のために警備を行った点を主張した。6月15日には日中共同調査の報告書に調印されることとなっていたが、日本側領事発表に基づくと思われる日本紙報道では、折衝を重ねた経緯があるにもかかわらず、奉天軍閥側は当日調印を拒否したとされている。
外務省外交史料館にある張作霖爆死事件という日本側の記録には事件の際に外部の爆弾を用いて張作霖のいる車両のみならず、その場所まで特定して暗殺することは不可能であり、予め車両の天井部分に用意した爆弾を走行中に機関車からの電気配線を用いて爆破させた方法が実施されたとする根拠が記されている。
6月30日、芳澤謙吉公使から外務大臣あて報告によると、フランスの「ジュルナルド・ド・ベカン」主筆ナシュボウから、張作霖の列車は車中に設置された火薬を電気仕掛けにて爆発させた。展望車の天井および暖房装置の中に約1トンの火薬を仕掛け列車がクロス地点を通過する際に前方（おそらくは機関車）より電気のスイッチを押した。展望車およびこれに連結する食堂車と寝台車が滅茶苦茶に壊れたが展望車の前の貴賓者が40尺余り前進し、張作霖は遭難の時この中にいた。火薬は通州にて列車組み立ての際に設置したものと認められる、と情報を得たとある。芳澤の報告書ではフランスの情報を正確なものとしている。
斎藤恒関東軍参謀長は「張作霖列車爆破事件に関する所見」で、爆源は橋脚上部か列車内にあったのではないかと報告している。また、列車が現場に近づくや時速10キロ程度にスピードを落としたのはなぜか、と疑問を投げかけている。そして、列車内より橋脚上部の爆薬を爆破させようとしたら、列車内に小爆薬を装置し、これを爆破して逓伝爆破によって行えば容易なり、と述べている。さらに、橋脚壁は黒の煤煙で覆われ、黄色粉末を見ず、使用爆薬は黒色または「ヂナミット」である、としている。なお、黄色火薬でも燃焼状態次第で黒煙を生じる（参照　下瀬火薬）。
たまたま現地に行っていた野党民政党代議士松村謙三は、早稲田大学の先輩であった林総領事から、張作霖側との合同調査の結果、むしろ中国側の使わない高性能の黄色火薬が橋台にいぶりついていたことや、爆破に使用した電線が橋台から日本軍の監視所まで引き込まれていることを奉天軍閥側に指摘されたことを聞いて、「これで完全に参った」との記述を残している。河本らは、もともと失敗した場合は抜刀隊で斬りこみ、そのまま大規模な戦闘につながって有耶無耶になると考えていたため電線を放置したままにしたのではないかとみる説もある。
事件直後現場に行って、事件に関わった安達隆盛から詳細な話を聞いた工藤鉄三郎（工藤忠。のち溥儀から「忠」名を与えられて改名）が急いで帰国し、小川平吉鉄道大臣に対し、口頭説明の後、書簡「奉天に於ける爆発事件の真相」でも説明し、田中首相にも口頭説明をした。白川義則陸軍大臣がなかなか信じなかったため、田中首相・小川鉄相・森恪外務政務次官が連携したとみられるが、「特別調査委員会」を設置し、陸軍に調査を促した結果、峯憲兵司令官が派遣され調査し、現場で発見された「中国人2人」の死体は実は日本側の工作であったことなどが確認された。工藤は、田中首相・小川鉄相・白川陸相・森次官のいずれとも関係があった人物であり、工藤の報告は田中義一内閣の実情調査・事実確認で決定的な意味をもった。峯憲兵司令官も朝鮮にて桐原中尉を尋問、事件の主犯は河本大佐ら日本側軍人であるとの確証を得、その旨を田中首相に報告した。
また河本自身が事件の2か月前に大阪陸軍地方幼年学校時代以来の後輩である磯谷廉介に「張作霖の一人や二人ぐらい、野垂れ死にしても差し支えないじゃないか。今度という今度は是非やるよ」と、張に対する実力行使を手紙で事前に告げていた。しかし同じ手紙の最初のほうに、「満蒙問題の解決は理屈ではとてもできぬ、少しぐらいの恩恵を施す術策も駄目なり、武力のほか道なし、ただ武力を用いるとするも名義と幡じるしの選択が肝要なり、ここにおいてか少しでも理屈ある時に一大痛棒を喰わせて根本的に彼らの対日観念を変革せしむる要あり」とあり、また、奉天特務機関長秦真次少将と張作霖首席軍事顧問土肥原賢二中佐が、張作霖親衛隊長黄慕（荒木五郎）に謀反を起こさせようとした謀略を阻止したことが書かれており、「もし土肥原なんかのすることを放任していたら、陸軍はもう世間に顔出しならぬこととなっていよう」とあり、「張作霖の一人や二人ぐらい、野垂れ死にしても差し支えないじゃないか。今度という今度は是非やるよ」は必ずしも張作霖殺害を意味しない、という説もある。
また、河本は九州で部隊長になった際、高利貸から2 - 3千円を借りたが、返せずに訴えられ困っていた。内々に返せば大事にならないと張に手紙を書き3千円を工面してもらった。張あてに書いた令状には、この件で陸軍を罷免になった際はなんとか部下として使ってほしいとまで書かれてあった。
内田五郎領事の報告書では、爆薬は、展望車後方部か食堂車前部の車内上部か、または橋脚鉄桁と石崖との間の空隙個所に装置されたものと認められる、とされている。さらに、松村謙三は、爆破の状況をみるに、上のガードの下に火薬を装充して爆破したものらしい、と述べている。
しかし、河本大作は線路脇の土嚢の土を火薬にすりかえたと証言しており（ただし、実際に行ったのは東宮大尉が隊長を務める独立守備隊中隊だったと思われる）、秦郁彦は、線路脇の資材置場に積んであった土嚢と黄色火薬詰めの麻袋と差し替えたとしており、満鉄線陸橋から奉天側へ数メートルほど離れた地点としている。また、松本清張は、満鉄路線脇の歩哨のトーチカに麻袋3個分の火薬がつめこまれたとしている。さらに、相良俊輔は、陸橋の橋脚から15メートル手前の線路際に積んであった土嚢の土をのぞき、火薬をつめたとしている。爆破が失敗した場合に直接列車を襲撃する役割を担っていた警備参謀の尾崎義春少佐は、土嚢は橋桁につけたもので、これは独立守備隊が防御用によくやるやり方で気がつきにくかったとしている。

## 余波
関東軍は事件後直ちに、出動して協力にあたりたい旨を日本の領事警察に申し出たが、騒乱が起こることを懸念した警察側はこれを断った。このために、関東軍は出兵の機を逸したとも言われ、後の満州事変ではこのときの教訓を生かし、警察などの承諾を求めることなく出動したとされる。張作霖側は6月21日まで張の死亡を伏せ、軽傷から重傷まで噂が乱とぶ状態で関東軍側も対応が決めにくい状態であった。また、河本は反日感情を激化させた奉天軍と戦闘が起こることを期待していたが、張作霖側将軍の蔵式毅が奉天軍の暴発をよく抑えた。関東軍の斎藤参謀長は、ヤマトホテルに集結していた日本軍戦闘部隊を解散させ、これについては、斎藤参謀長は事件に初めから関与していなかった為との説も強い。
戦後、日本では収容所での洗脳の結果と主張して洗脳説を唱える者もいるものの、中国の太原の収容所で河本本人が自身の張作霖爆殺について供述している。ここでは、関東軍村岡司令官が奉天軍と関東軍の衝突防止のために奉天軍の指揮系統破壊のためにやったとしている。一方で、日本政府・軍が関与を否定した機密事項でありながら、河本自身は内輪では自慢話のように張作霖爆殺について早くから語っていて、聞いた者も多い。このときは、事件後何年も経ち当時の奉天の状況を知らない者らに対し、自己正当化して、事件を起こした理由を事実上敗残兵と化した奉天軍から内外居留民をはじめ住民らを守るためとし、また、それまで中国人側の排日が激しかったがこの事件を機に一時的なものとはいえ途端に奉天軍は日本軍を畏怖して一日で排日が止んだと語っている。しかし実際には当時、日本人の仕業と信じる中国人の反日感情は激化、日本人が奉天軍兵士に銃剣で刺される、奉天城内から日本人退去が続出する、林総領事が満鉄付属地の日本人居留民の退去を命じる、排日不買運動激化の結果であろうか日本人居留民の倒産者の続出等が報じられていて、実際には邦人を危機に晒して自身らの目的を追求したものとなっている。

### 田中義一内閣総辞職
田中義一内閣は、元老の西園寺公望などの推挙を受けて成立したこともあり、同年11月に西園寺から事件に関する上奏を促された。
東京裁判関係資料から発見された「厳秘 内奏写」（栗谷憲太郎『東京裁判論』所収、大月書店）によれば、田中首相は昭和天皇にたいし同年12月24日「矢張関東軍参謀河本大佐が単独の発意にて、其計画の下に少数の人員を使用して行いしもの」と河本大佐の犯行を認めたうえで、軍法会議を行う旨の上奏を行った。また、同年12月26日からの第56回帝国議会の貴族院委員会においても、事件の真相を明らかにする旨の答弁を行う。かつて陸軍大将の経歴もあった田中であったが、その後に陸軍ならびに閣僚・重臣らの強い反対にあった。白川義則陸相は三回にわたって天皇に関東軍に大きな問題はない旨を上奏した。また、村岡関東軍司令官は、軍紀は正したいが政治的責任もあると反論し、自身が責任を一身に負って辞職しようとした。陸軍は軍法会議開廷を回避して行政処分で済ませるため、1929年（昭和4年）5月14日付で河本高級参謀を内地へ異動させたので、河本をふくめた関係者の処分を断念した。
同年6月27日、田中首相は「陸相が奏上いたしましたように関東軍は爆殺には無関係と判明致しましたが、警備上の手落ちにより責任者を処分致します」と行政処分を上奏した。これに対し天皇は「それでは前と話が違ふではないか」と田中を叱責した。田中首相が恐懼し弁解することを図ったが、天皇は鈴木貫太郎侍従長に「田中総理の言ふことはちつとも判らぬ。再びきくことは自分は厭だ。」と心情を語った。
鈴木侍従長から天皇の言葉を聞かされた田中は引責辞任の腹を決め、7月1日付で村岡長太郎関東軍司令官を依願予備役、河本大作陸軍歩兵大佐を停職、斎藤恒前関東軍参謀長を譴責、水町竹三満洲独立守備隊司令官を譴責とする行政処分を発表し、7月2日に田中義一内閣は総辞職した。 河本は主な責任を問われ、1929年（昭和4年）4月に予備役、第九師団司令部附となり金沢に講せられ、同年8月停職処分と言う形で軍を追われた。一説には、河本が、若し軍法会議を開いて訊問すれば、日本の謀略を全部暴露すると脅してきたので、軍法会議は取止めとなったともいう。河本は、民間人となった後も1931年の満州事変において軍に協力し、その資金工作、軍と民間の橋渡しに関与し、後に満鉄や満洲炭鉱の理事となっている。
通説では天皇が怒ったため、田中は内閣辞職を決意したとされている。なぜ、これが天皇が怒るような理由につながるのかについて釈然としない印象を持つ者も多く、秦郁彦は、日本軍人の関与の証拠はなく、他の犯人の証拠もないとしながら、河本を適当な理由で行政処分に付するといった、田中の上奏文の訳の分からなさを取り上げて、天皇の怒りを買ったのだろうとしている。その上で、通説が定着したのは、鈴木貫太郎から子息の鈴木一がまた聞きして『天皇さまのサイン』に話を紹介し、それが天皇があの時は自分も若かったからと自ら反省したと、俗っぽく解釈されるようになったからとしている。一方で、秦は、国会での政敵からの追及の他、関係者の厳正な処分を断念するに至るまでに田中が陸軍で孤立していったことも紹介している。
現在一般に流布しているこの俗説が語るような内閣総辞職の経緯は、例えば『昭和天皇独白録』にも述べられているが、この著述は天皇の開戦責任が問題になりかねない終戦直後の時期に天皇の自己弁護のために纏められた性質を多分に持ち、この事件を「このとき内閣が総辞職したため、以降、天皇は立憲君主制の枠組みに従い、不本意であっても内閣の上奏をそのまま裁可することにした」という結論につなげる理由にする等、しばしば、そのおおもとが、天皇の戦争責任を否定しようとする側の者からの主張であることに注意を要する。当時の新聞報道によれば、もともと田中義一を仇敵視していた上原勇作が、田中内閣が不戦条約の条文にある「人民の名に於いて」の字句をそのまま締結したことで枢密院から問題視された為、田中の首相辞任を期待していたところ、いっこうに辞任しないばかりか、張作霖爆殺事件の処理を手柄か何かのように扱って首相の座に居座る節が見えたため、この件を重大だとして薩摩派長老の牧野伸顕内大臣に田中の辞職を働きかけたもので、田中は元老である西園寺や鈴木侍従長らに理解を求めたものの、西園寺はその経緯から巻き込まれることを怖れて局外の立場をとり、辞職せざるをえなくなったことを報道、要するに不敬とも見える不戦条約条文の字句処理が宮中からの不興を買ったことと軍長老間のライバル争いの結果としている。川田稔は、様々な資料から、通説等の田中辞任に至る天皇の発言がその場での考えでなされたようにも見えるが1か月半前に天皇が他の者に相談していたこと、もともと天皇は田中を発言が杜撰で態度が不謹慎だとして嫌っていたこと、ために宮中の者から田中は首相の任に適さないばかりか天皇に対し不敬だと見られていたことを挙げて、不戦条約条文の字句処理だけの問題だとは決め付けていないものの、天皇を含む宮中からの不興を買っていたことが原因とみている。

### 易幟
また、奉天軍閥を継いだ張作霖の息子・張学良も事件を知って激怒、国民政府と連携して日本と対抗する途を探った。もともと張作霖の有力後継候補と見られた張学良にせよ楊宇霆にせよ日本からは親国民党派と懸念されていたが、張学良が覇権を確立、その後も日本への配慮もあって控えていたが、ついに1928年（昭和3年）12月29日朝、奉天城内外に一斉に青天白日満地紅旗が掲げられた（易幟）。結果、張学良は国民党派との旗幟を明確にすることになった。
これが後の満洲事変の背景の1つとなる。

## 異説

### ソ連特務機関犯行説
張作霖爆殺事件は、ロシアの歴史作家ドミトリー・プロホロフにより、スターリンの命令にもとづいてナウム・エイティンゴンが計画し、日本軍の仕業に見せかけたものだとする説が主張されたことがあった。2005年に邦訳が出版されたユン・チアン『マオ　誰も知らなかった毛沢東』でも簡単に紹介され、一部の論者から注目された。プロホルフは産経新聞においても同様のことを語っている。
ただし、歴史学界で、通説を再検討するに値する説として取り上げられたことはない。

### その他
在中全権大使を務めたアメリカの外交官・ジョン・ヴァン・アントワープ・マクマリーの覚書によると、郭松齢の反乱以降、張学良が父張作霖との関係がうまくいっていなかったこと、日本と張作霖の関係は完全に満足のゆくものではなかったが、どうしようもない状態ではなかったことから、日本人が張作霖を爆殺したという説は理解できないとしている。瀧澤一郎も同様に日本側は張作霖を重視しており、殺害するメリットはなく、デメリットしかないことが明らかで、日本側が犯行を行ったという言説に疑問を呈している。また、加藤康男は『謎解き「張作霖爆殺事件」』で「ソ連特務機関犯行説」とともに「張学良犯行説」に言及している。

## 現状
現場の線路は現役であり、張作霖列車が大破した下線は瀋陽北駅から北京に向かう高速列車などに、上線は瀋陽駅から吉林方面に向かう列車などに使用されている。上下線の交差付近の斜面上には「皇姑屯事件発生地」（皇姑屯事件发生地）と記された石碑があるが、鉄道施設内にあるため一般人の立ち入りはできず、線路脇からしか見ることができない。

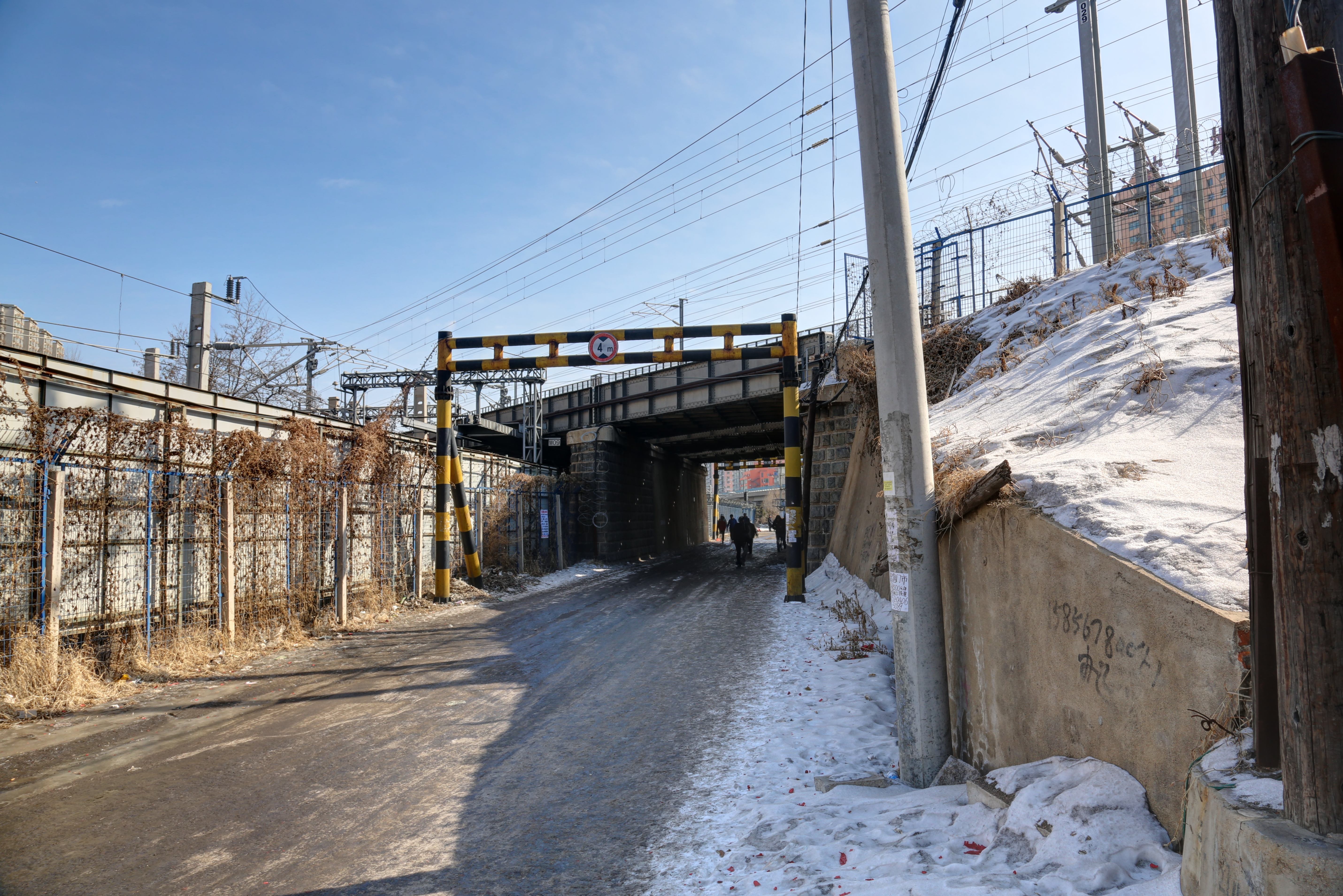
上は連京線

なお、張作霖が向かっていた瀋陽駅は線形改良に伴い配線が変更されたため、張作霖列車が使っていた線路では入線することができない。その後瀋陽北駅の移転等により、旧京奉線の経路も変更され、旧路盤は道路に転用されている。

## 備考
張作霖爆殺事件の首謀者とされる河本大作であるが、事件後に関東軍時代の伝手を用いて満鉄の理事、ついで満洲炭坑の理事長に就任できたのも事件への関与が評価されていたと言える。

## 張作霖爆殺事件を描いた作品
小説
- 平野零児『満州の陰謀者 河本大作の運命的な足あと』（自由国民社、1959年）
- 相良俊輔『赤い夕陽の満州野(マスノ)が原に 鬼才河本大作の生涯』 (光人社、1985年、ISBN 476980038X / 光人社NF文庫、1996年、ISBN 4769821077)
- 景山民夫『虎口からの脱出』（新潮社、1986年、ISBN 4103646012 / 新潮文庫、1990年、ISBN 4101102120）
- 浅田次郎『マンチュリアン・リポート』 (講談社、2010年、ISBN 4062165007 / 講談社文庫、2013年、ISBN 4062775042)

映画
- 『重臣と青年将校 陸海軍流血史』（土居通芳監督、1958年）
- 『戦争と人間 第一部 運命の序曲』（山本薩夫監督、1970年）